# Speicherstadt

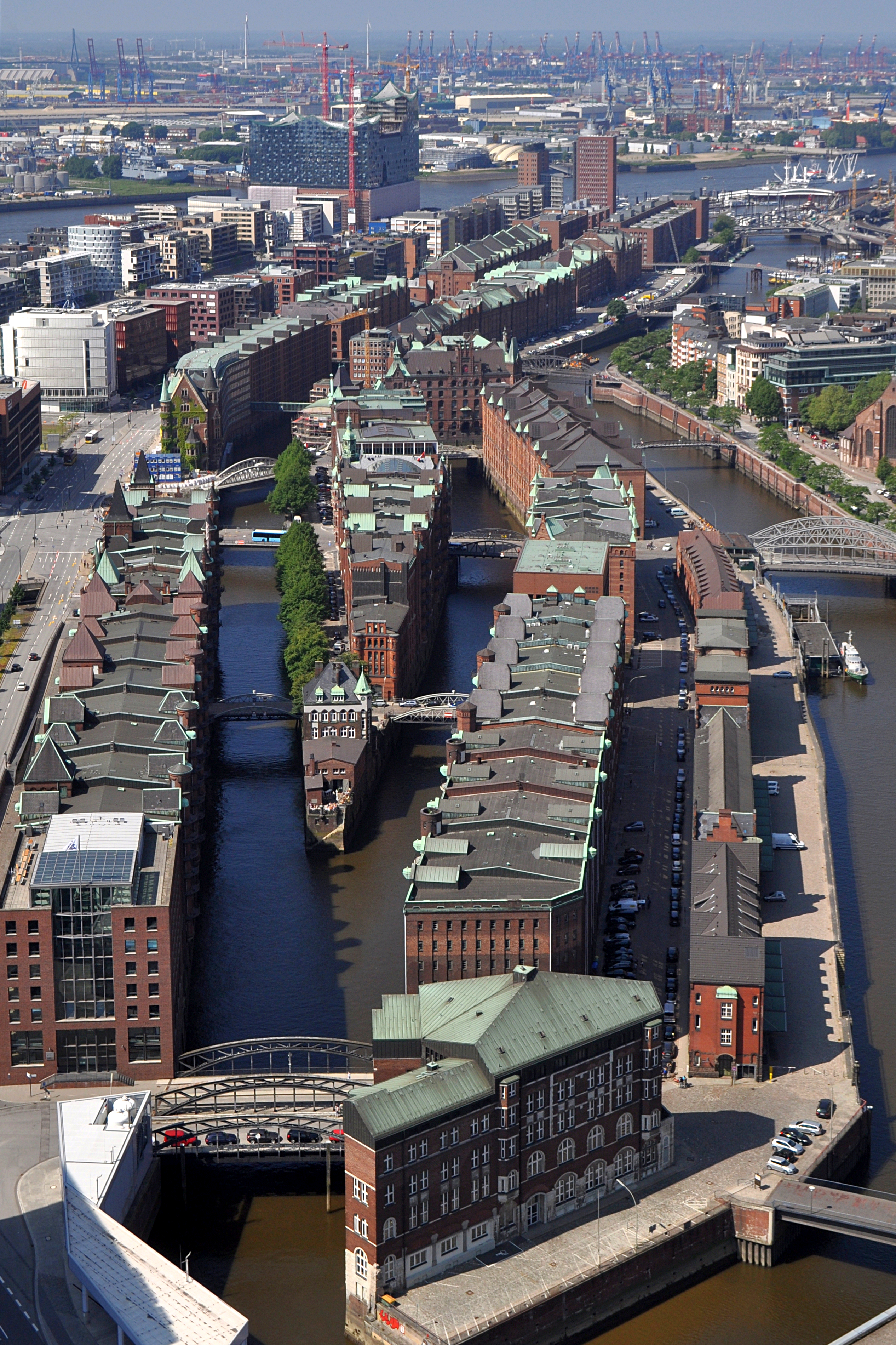
Speicherstadt aus östlicher Richtung gesehen; mittig: „Wasserschloss“ am Zusammenfluss von Wandrahms- und Holländischbrookfleet; rechts: der Zollkanal als Abgrenzung zur Altstadt; unten: der Teerhof mit dem Zollgebäude und die Poggenmühlenbrücke

Die Hamburger Speicherstadt ist der weltgrößte historische Lagerhauskomplex, gelegen im Hamburger Hafen. Sie umfasst das Gebiet zwischen Baumwall und Oberhafen. Seit 1991 steht die Speicherstadt unter Denkmalschutz und ist seit dem 5. Juli 2015 mit dem benachbarten Kontorhausviertel unter dem Namen Speicherstadt und Kontorhausviertel mit Chilehaus auf der Liste des UNESCO-Welterbes eingetragen. Sie ist Teil des kolonialen Erbes Hamburgs.
Die Speicherstadt wurde zwischen 1883 und 1927 südlich der Altstadt auf den ehemaligen Elbinseln und Wohnquartieren Kehrwieder und Wandrahm als Teilstück des Hamburger Freihafens in drei Abschnitten erbaut, der erste Abschnitt war 1888 fertiggestellt. Die Bauleitung hatte der Oberingenieur der Hamburger Baudeputation Franz Andreas Meyer. Ihm zur Seite standen der Wasserbaudirektor Christian Nehls und der Baudirektor Carl Johann Christian Zimmermann sowie ein Konsortium aus 15 Ingenieuren, 24 Architekten und Bauzeichnern. Der Architekt Georg Thielen (1853–1901) entwarf rund 30 Speicher an den Standorten Neuer Wandrahm, Am Sandtorkai, Auf dem Sande, Brook und Kehrwieder.
Die Speicherstadt wurde zum 1. Januar 2003 aus dem Gebiet des (2013 aufgelösten) Freihafens herausgenommen. 
Sie und das Neubaugebiet auf dem Großen Grasbrook wurden zum 1. März 2008 zum Stadtteil HafenCity im Bezirk Hamburg-Mitte erklärt.

## Geschichte
Die Speicherstadt wurde auf einer rund 26 Hektar großen Fläche (einschließlich der Fleete) der ehemaligen Elbinseln Kehrwieder und Wandrahm errichtet. Das Gebiet hat etwa eine Länge von 1,5 Kilometer und 150 bis 250 Metern Breite im nordöstlichen Hamburger Hafen. Sie zieht sich von der Kehrwiederspitze und dem Sandtorhöft im Westen bis zum ehemaligen Teerhof bei der Oberbaumbrücke im Osten.

### Zollgeschichte
Mit der Reichsgründung 1871 wurde Hamburg zu einem Bundesstaat des Deutschen Reiches. Hamburgs Staatsgebiet war damals Zollausschlussgebiet. Im Zollanschlussabkommen vom 25. Mai 1881 wurde zwischen Hamburg und dem Deutschen Reich der Bau eines Freihafens vereinbart, um die Aufnahme der Stadt in den Deutschen Zollverein zu ermöglichen. Um den Handel im Hafen nicht durch Zölle zu belasten, wurde die Schaffung eines Areals nötig, das als Freihafen nicht zum deutschen Zollgebiet zählte. In dieser Enklave sollte weiterhin das angestammte Privileg der Hamburger Kaufleute gelten, Importgüter zollfrei zu lagern, zu veredeln und verarbeiten zu dürfen. Als Hamburg 1888 dem Deutschen Zollverein beitrat, wurde der erste Abschnitt der Speicherstadt als Freihafengebiet eröffnet.

### Lager für Übersee- und Kolonialprodukte

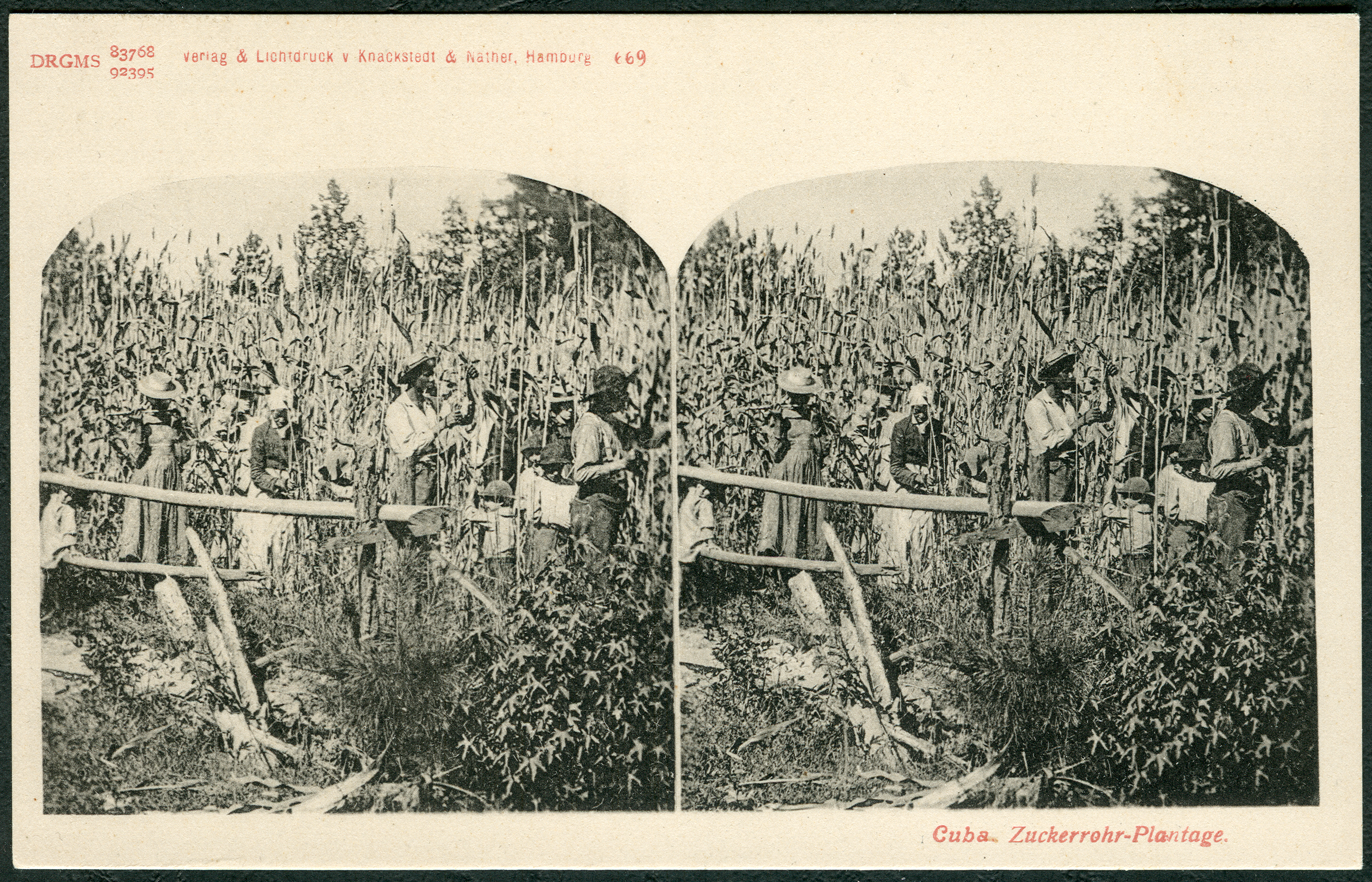
Männer, Frauen und Kinder bei der Arbeit auf einer Zuckerrohrplantage in Kuba. Der Hamburger Kaufmann Johan Cesar Godeffroy besaß dort Plantagen.
Stereoskopie Nr. 0669 von Knackstedt & Näther

Hamburg spielte in der deutschen Kolonialgeschichte, insbesondere beim kolonialen Warenimport und der Gestaltung des staatlichen Kolonialismus eine wichtige Rolle. Die Lagerhäuser in der Speicherstadt dienten u. a. der Lagerung von Kaffee, Kautschuk, Palmöl, Kakaobohnen und anderen Kolonialwaren. Der in der Speicherstadt gelagerte Kaffee stammte vornehmlich aus Süd- und Mittelamerika. Von Brasilien über Guatemala bis nach Mexiko hatten sich Hamburger Händler auch als Plantagenbesitzer etabliert. Viele dieser Länder waren damals keine Kolonien mehr – die Produktionsbedingungen blieben jedoch gekennzeichnet von kolonialen Strukturen. Die Sklaverei in Brasilien kam erst 1888 offiziell zu ihrem Ende, vor Ort verbesserten sich die Bedingungen jedoch nicht. Im mexikanischen Chiapas wurden die Indigenen schlecht behandelt und auch bis weit ins 20. Jahrhundert durch Hamburger Kaufmänner ausgebeutet. In Guatemala kontrollierten die Deutschen einen erheblichen Teil des Marktes und waren mit mindestens fünf Hamburger Plantagengesellschaften investiert. Die Chocolá-Plantagen-Gesellschaft in Hamburg von Joh. Berenberg, Gossler & Co war eine Kolonialgesellschaft zum Erwerb und Betrieb von Plantagen in Guatemala, insbesondere von Kaffee- und Zuckerrohrplantagen, ferner von Weideland. Auf dem Latifundium lebten und arbeiteten mozos colonos, Landarbeiter der zu den Maya gehörenden Ethnie der Q’eqchi’. Diese wurden infolge liberaler Reformen ihrer gemeinschaftlich genutzten Landflächen enteignet und durch den oligarchisch geprägten Staat Guatemalas gesetzlich zum mandamiento verpflichtet. Die im Hochland lebenden Gemeinschaften der Q’eqchi’ mussten Männer und Frauen zur Arbeit auf die Plantagen schicken. Diese Art der Bewirtschaftung führte zu großen Profiten. Die Deutschen erweiterten Chocolá deutlich und machten sie zu einer der wichtigsten Plantagen Guatemalas. Zu Hochzeiten der Gesellschaft um 1900 wuchsen auf ca. 935 Quadratkilometer der Chocolá Plantage 560.000 Kaffeepflanzen. Als es 1897 aufgrund des verfallenden Kaffeepreises zu Unruhen kam, unterzeichneten 50 Gläubiger eine Petition. Im Rahmen der deutschen Kanonenbootpolitik forderten sie, ein Kriegsschiff zu entsenden. Mit dem Eintreffen des Kreuzers Geier im Jahr 1899 vor Ort wurden die Hamburger Forderungen erfüllt.
Durch diese Praktiken wurde Kaffee günstig auf lateinamerikanischen Plantagen produziert und die Speicherstadt wurde zum weltgrößten Kaffeelager. Die Lieferungen aus Lateinamerika waren erheblich, die Mengen aus den deutschen Kolonien im Gegensatz dazu zunächst sehr gering. Als Grund hierfür wird angesehen, dass der erst um 1900 aus Ostafrika importierte Kolonialkaffee kaum konkurrenzfähig war. Auf den Plantagen wurde mithilfe von Zwangsarbeitern – darunter auch Kinder – produziert. Prügelstrafen waren an der Tagesordnung.
Erwähnenswert sind auch die Einfuhren von Kakao aus den deutschen Kolonien in Afrika. Hier ist insbesondere der Kaufmann Adolph Woermann mit seinen Aktivitäten in der deutschen Kolonie Kamerun zu nennen.

### Baugeschichte

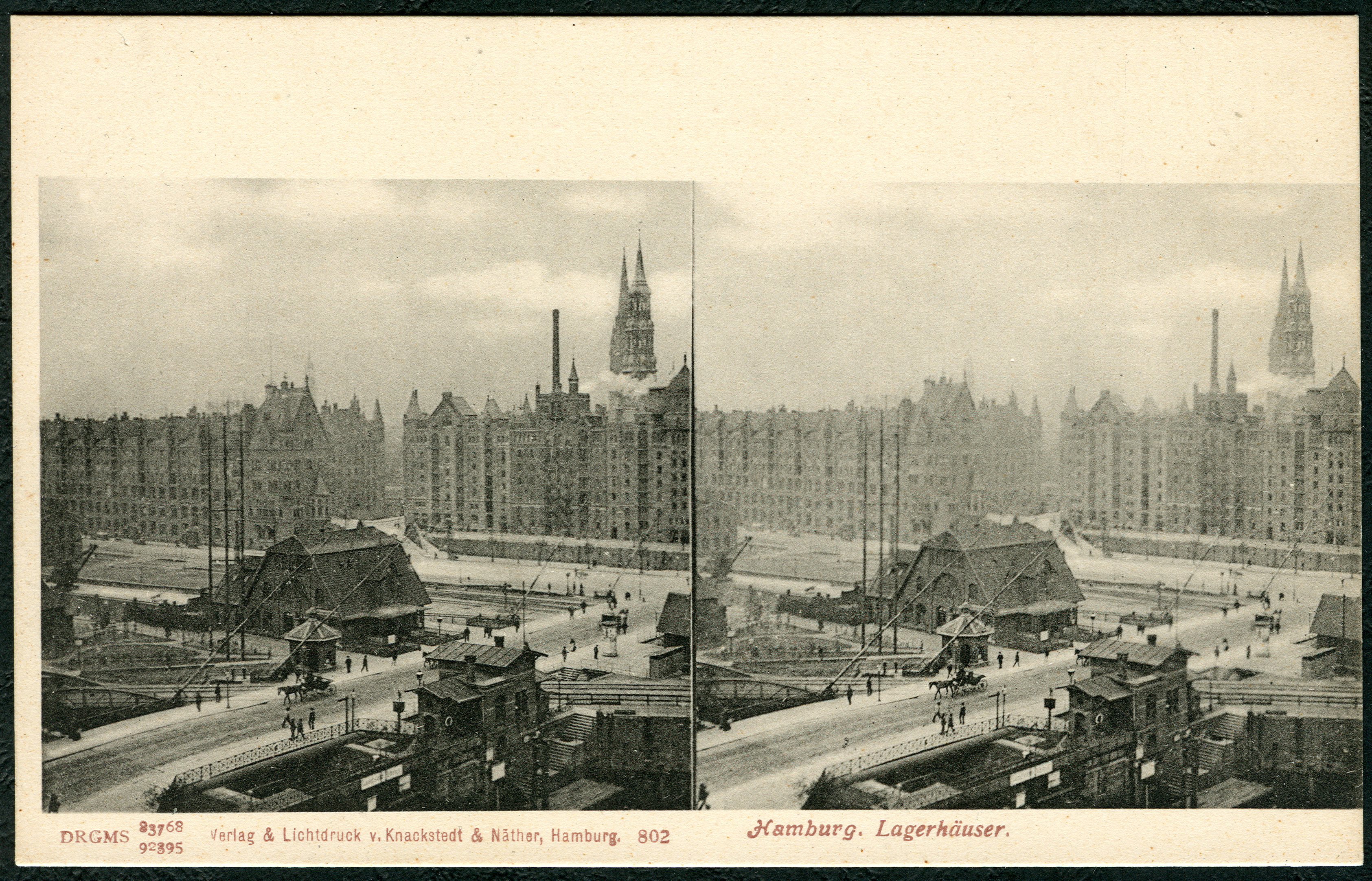
Die Hamburger Lagerhäuser um 1900;
Stereoskopie Nr. 802 von Knackstedt & Näther

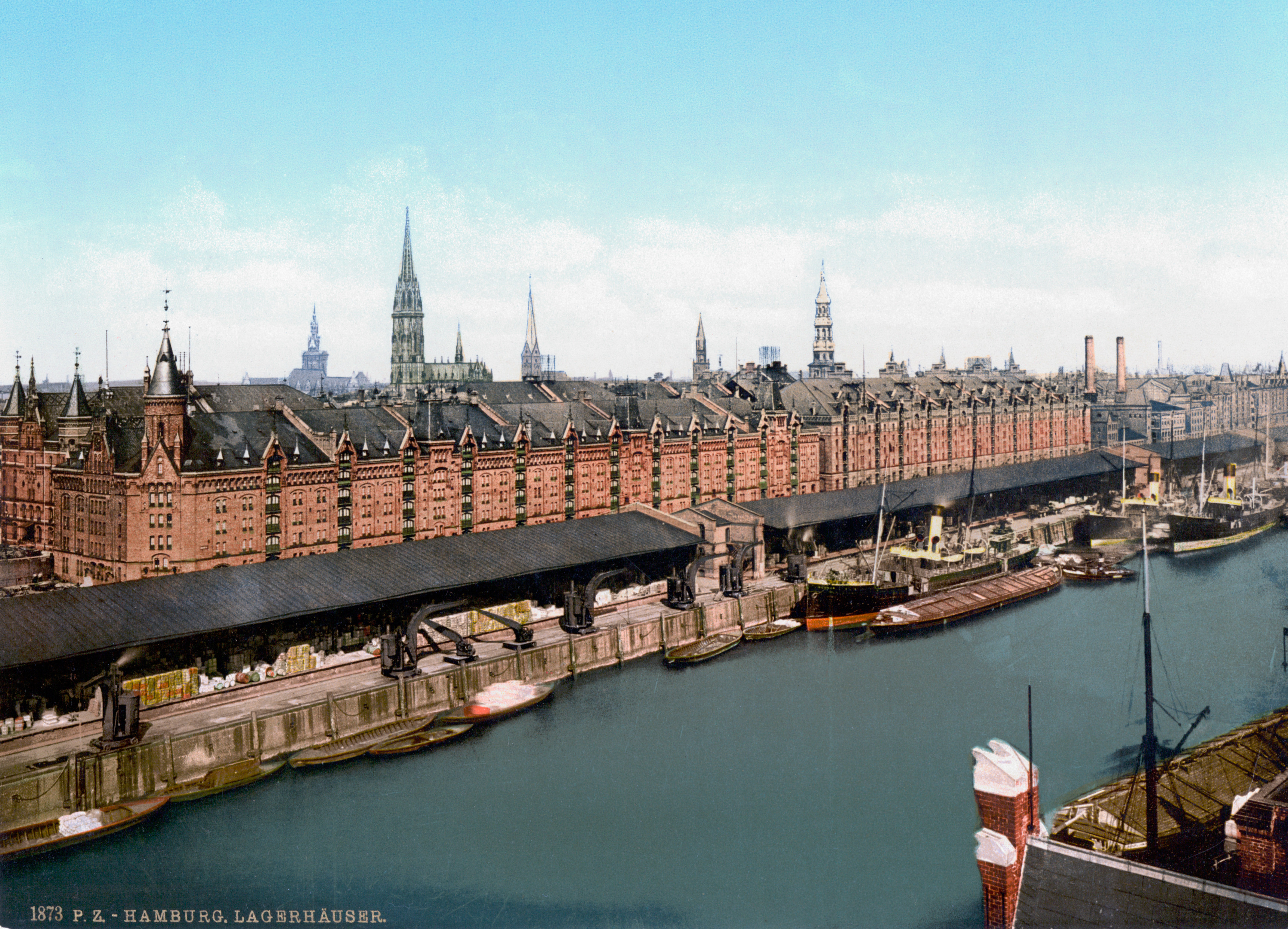
Der Sandtorhafen (erste Schuppenreihe Sandtorquai)
mit der Speicherstadt um 1898
Türme (v. l. n. r.): das neue Rathaus, St. Nikolai, St. Petri, St. Jakobi und St. Katharinen

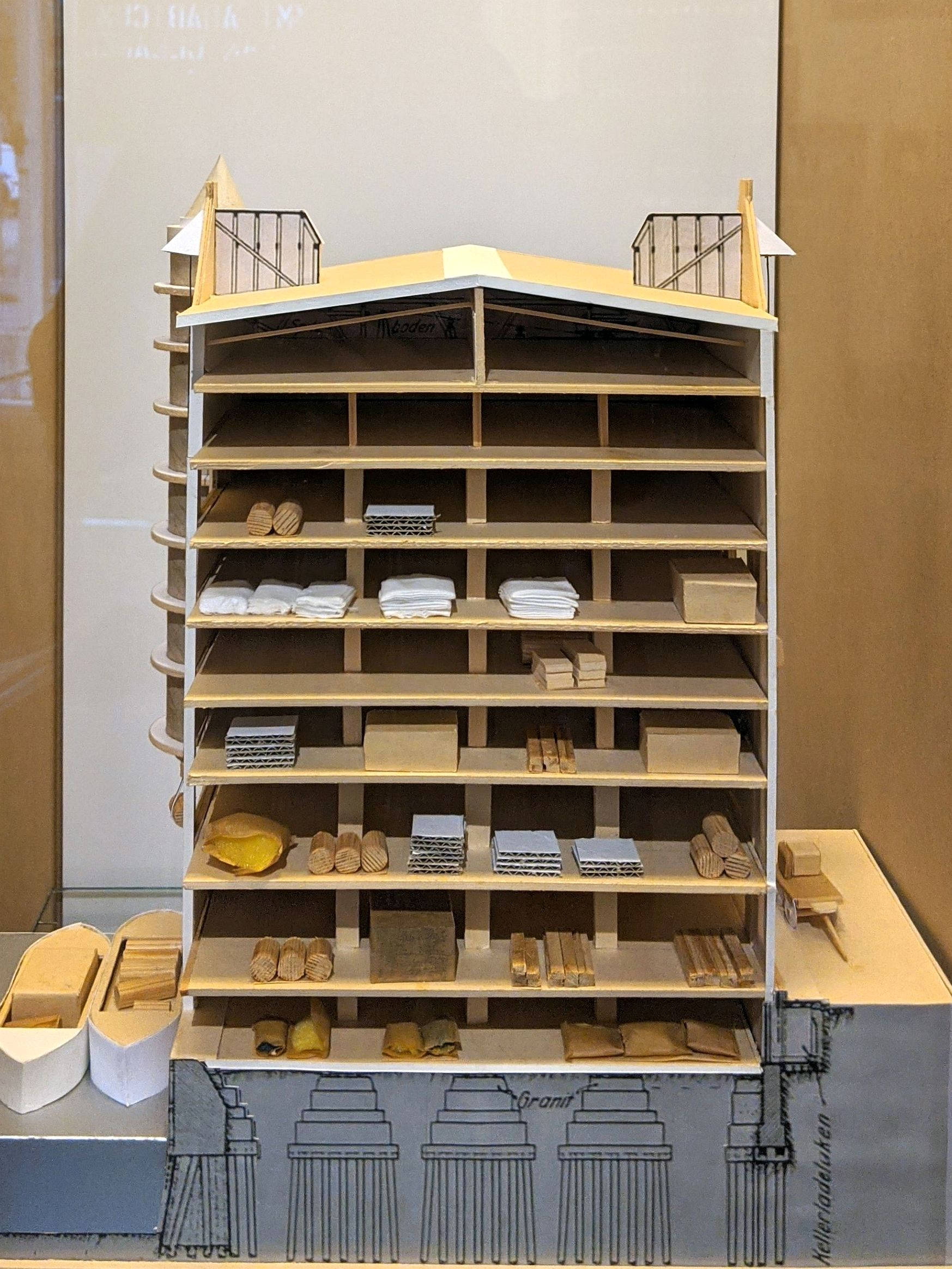
Konstruktionsmodell eines Speichers im Speicherstadtmuseum

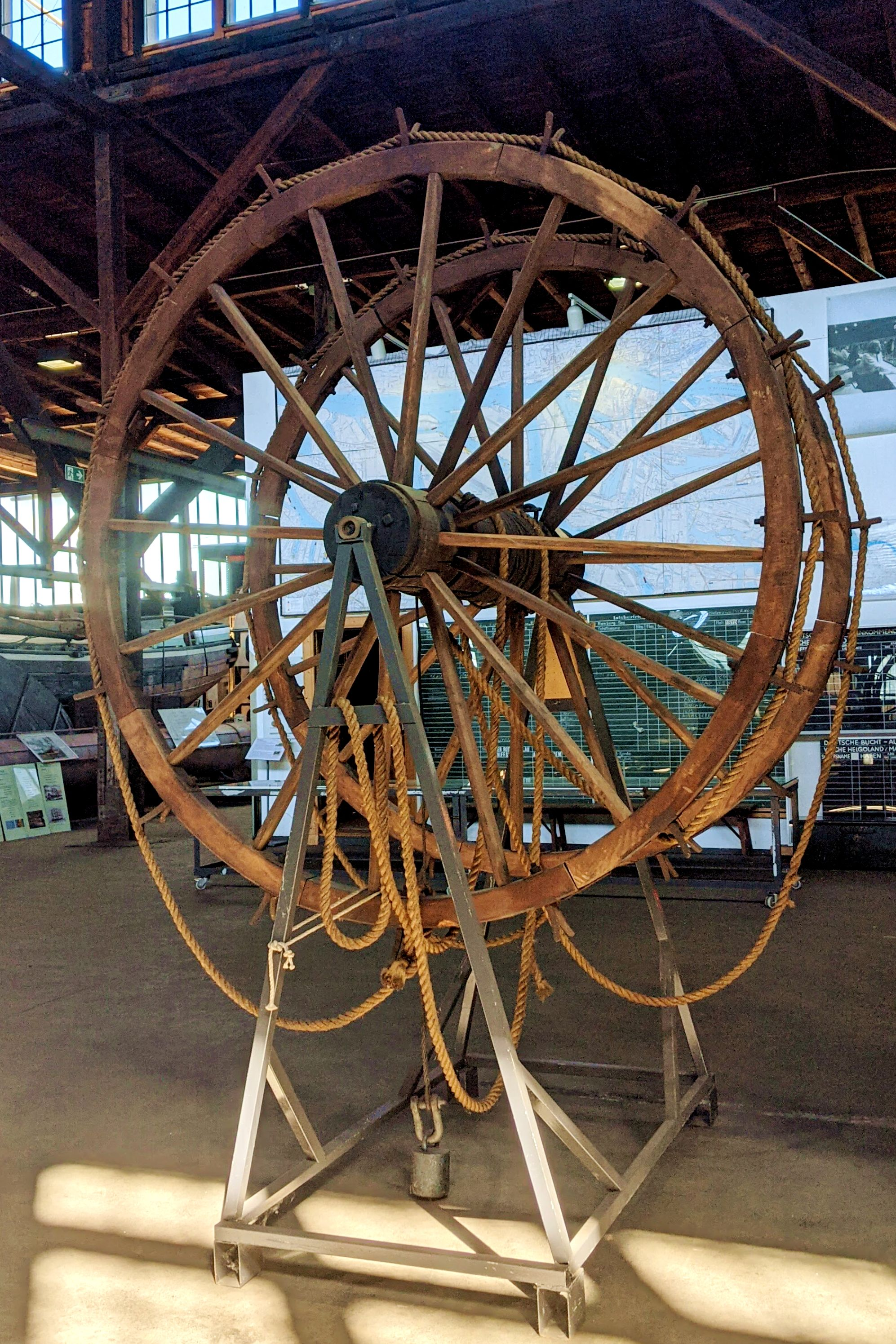
Typische Seilwinde eines Speichers im Deutschen Hafenmuseum

Baubeginn der Speicherstadt war 1883. Dabei wurden zunächst die ab dem 16. Jahrhundert auf den Elbinseln Kehrwieder und Wandrahm gewachsenen Wohnviertel abgerissen.
„Im Auftrag der Hamburgischen Baudeputation“ schuf Georg Koppmann damals zahlreiche Foto-Dokumente von historisch bedeutsamen Häusern, Straßen, Plätzen und Fleeten, „die dem Umbau des Freihafengeländes zum Opfer fallen sollten“.
Der Kehrwieder galt als Arbeiter- und Handwerkerviertel mit teilweise enger Bebauung wie im Gängeviertel. Der Wandrahm war vor allem mit Kaufmanns- und Bürgerhäusern aus dem 17. und 18. Jahrhundert bebaut und von holländischen Einwanderern geprägt. Etwa 20.000 Menschen wurden zwangsumgesiedelt. Viele kamen in die binnen weniger Jahre hochgezogenen Arbeiterviertel in Barmbek und Hammerbrook; andere bauten ihre Sommerhäuser an der Alster oder Elbe in Hauptwohnsitze um. 1100 Häuser wurden niedergelegt. Der erste Direktor der Hamburger Kunsthalle, Alfred Lichtwark, prägte aus diesem Anlass das Wort von der „Freien und Abrißstadt Hamburg“.
1888 fand die Einweihung der Speicherstadt mit feierlicher Schlusssteinlegung durch Kaiser Wilhelm II. statt. 1898 war das Bauprojekt zu zwei Dritteln fertiggestellt. Die weiteren Bauarbeiten im östlichen Teil konnten noch vor dem Beginn des Ersten Weltkriegs 1914 beendet werden. Die Speicherstadt bestand ursprünglich aus 17, heute 15, Lagerkomplexen, die als Blöcke von A–X, unter Auslassung von F, I, alphabetisch nummeriert sind. Die Blöcke Y und Z, die für die Ericusspitze vorgesehen waren, wurden nicht mehr gebaut.
Die Realisierung und Verwaltung der Speicherstadt wurde im Jahr 1885 durch die Hamburger Freihafen-Lagerhaus-Gesellschaft (HFLG) übernommen. Sie wurde von Anbeginn als Aktiengesellschaft angelegt: die Stadt steuerte den Grundbesitz von 30.000 Quadratmetern bei und die Norddeutsche Bank das Stammkapital in Höhe von neun Millionen Mark. Aus der Dividende wurde ein Fonds errichtet, mit dem die Stadt die Anteile der Bank abkaufte. Ab 1927 war die Stadt Hamburg Alleinaktionär. Geschäftssitz wurde das 1902 fertiggestellte sogenannte Speicherstadtrathaus am St. Annenufer, das sich durch seinen Neorenaissance-Stil von den backsteingotisch anmutenden Speichergebäuden absetzt. Aus der HFLG ging die Hamburger Hafen und Logistik AG (HHLA) hervor.
Im Zweiten Weltkrieg wurde durch die alliierten Luftangriffe (→ Operation Gomorrha) etwa die Hälfte der Bausubstanz zerstört. Der fast vollständig vernichtete Bereich westlich des Kehrwiederstegs wurde nicht wieder aufgebaut. Dort entstand ab 1994 das Hanseatic Trade Center.
Der größte Teil der Gebäude wurde jedoch unter der Leitung des Architekten Werner Kallmorgen weitgehend originalgetreu rekonstruiert. Er entwarf auch einige Neubauten im Stil der Nachkriegsmoderne, die sich nahtlos in ihre Umgebung einfügen. Dazu gehören die 1956 fertiggestellte Kaffeebörse am Pickhuben und das gegenüber liegende Bürogebäude am Sandtorkai von 1959, das nach einem Umbau seit 2014 als Hotel genutzt wird. Den Abschluss bildete das 1967 fertiggestellte Verwaltungsgebäude für die HHLA am Alten Wandrahm. Der 1957 wieder aufgebaute Speicher am Sandtorkai wurde 2004 durch ein von GMP entworfenes und ebenfalls im Stil angepasstes Parkhaus ersetzt.

### Entwicklung seit 2003
Durch die Zunahme des Containerumschlags und der damit verbundenen Verlagerung der Umschlagplätze sowie automatisierter Lagerverwaltungssysteme, die die Erfassung unverzollter Ware an jedem Ort ermöglichen, wurde der Freihafenstatus der Speicherstadt entbehrlich.
Im Jahre 2003 wurde die Freihafengrenze verlegt und zunächst der Bereich Kehrwieder aus dem Freihafengebiet herausgenommen. Seit 2004 liegt das gesamte Gebiet der Speicherstadt außerhalb des Freihafens und ist somit – mit Ausnahme der zahlreichen Teppichlager – zollrechtlich Inland. Die Zollgrenze verlief zunächst weiter südlich kurz vor den Hamburger Elbbrücken und wurde 2013 vollkommen abgeschafft. Diese Verlagerung diente der Vorbereitung für den Aufbau der HafenCity, die auch die historische Speicherstadt umfasst.

### Weltkulturerbe und (fehlende) Erinnerungskultur

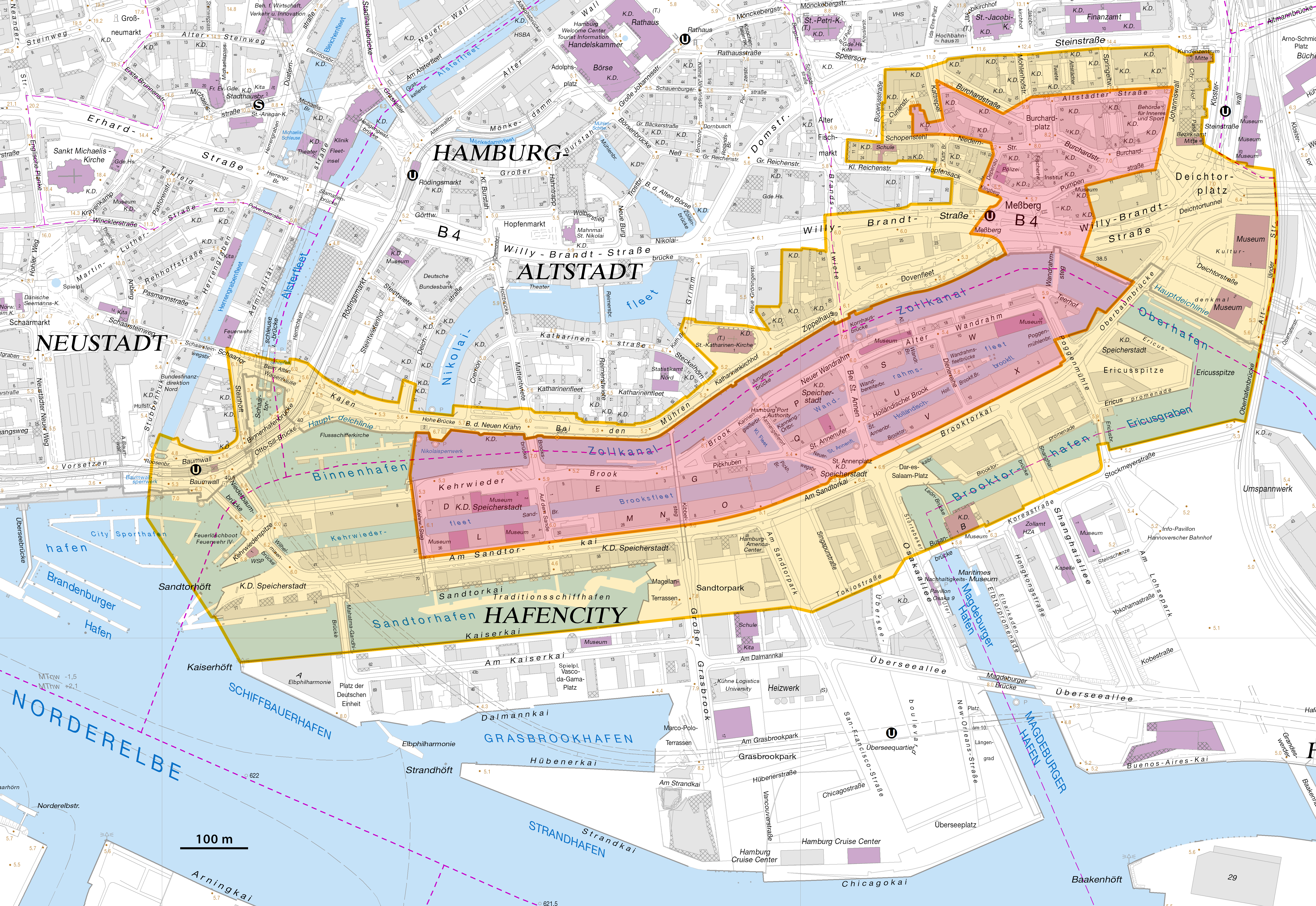
Karte des Weltkulturerbegebietes (rot) und der Pufferzone (orange)

Am 5. Juli 2015 wurden die Speicherstadt und Kontorhausviertel mit Chilehaus auf der 39. Sitzung des UNESCO-Welterbekomitees in Bonn unter dem Titel in die Liste des Weltkulturerbes aufgenommen.
Der Historiker und Afrikawissenschaftler. Jürgen Zimmerer schreibt, „[d]ass bei Antrag und Verleihung des UNESCO -Titels das koloniale Erbe keine Erwähnung fand, ist selbst Beleg für eine nach wie vor vorherrschende koloniale Amnesie“. Der Historiker Florian Wagner schreibt, man könne in den Hafen- und Warenmuseen der Speicherstadt in die Welt der Kolonialwarenlagerung eintauchen. Dabei werde jedoch die Perspektive der Hamburger Händler und Hafenarbeiter geboten, niemals aber diejenige der Produzenten in Afrika, Lateinamerika und Asien. Der politische und kulturelle Kontext der Herstellung trete in den Hintergrund. Die vorhandenen Museen erinnerten unweigerlich an die Warenmuseen, welche schon die Kolonialunternehmer in der Speicherstadt unterhielten.

## Architektur

### Lagerhäuser
Die Lagerhäuser (Speicher) in neugotischer Backsteinarchitektur stehen auf Pfahlgründungen von 12 Meter langen Nadelholzstämmen und haben jeweils auf der einen Seite Anbindung ans Wasser (Fleet) und auf der anderen Seite an die Straße. Gelagert wurde Stückgut und vor allem Kaffee, Tee und Gewürze auf fünf „Böden“ (Stockwerken) übereinander und über eine eigene jeweils am Hausgiebel montierte Seilwinde erreichbar. In den Lagerhäusern, die meistens unbeheizt waren und Holzfußboden hatten, herrschten relativ gleichmäßige klimatische Lagerbedingungen.

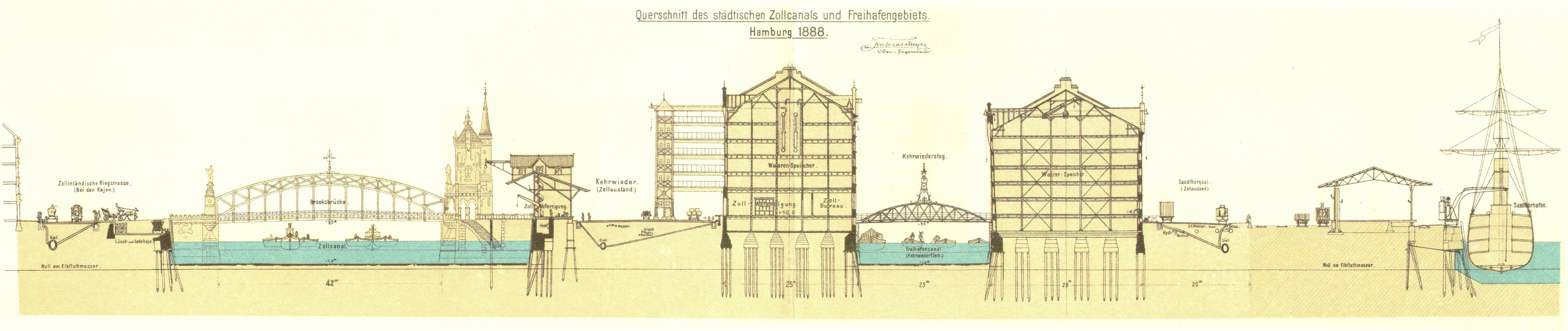
Querschnitt durch die Speicherstadt

### Heutige Nutzung der Gebäude

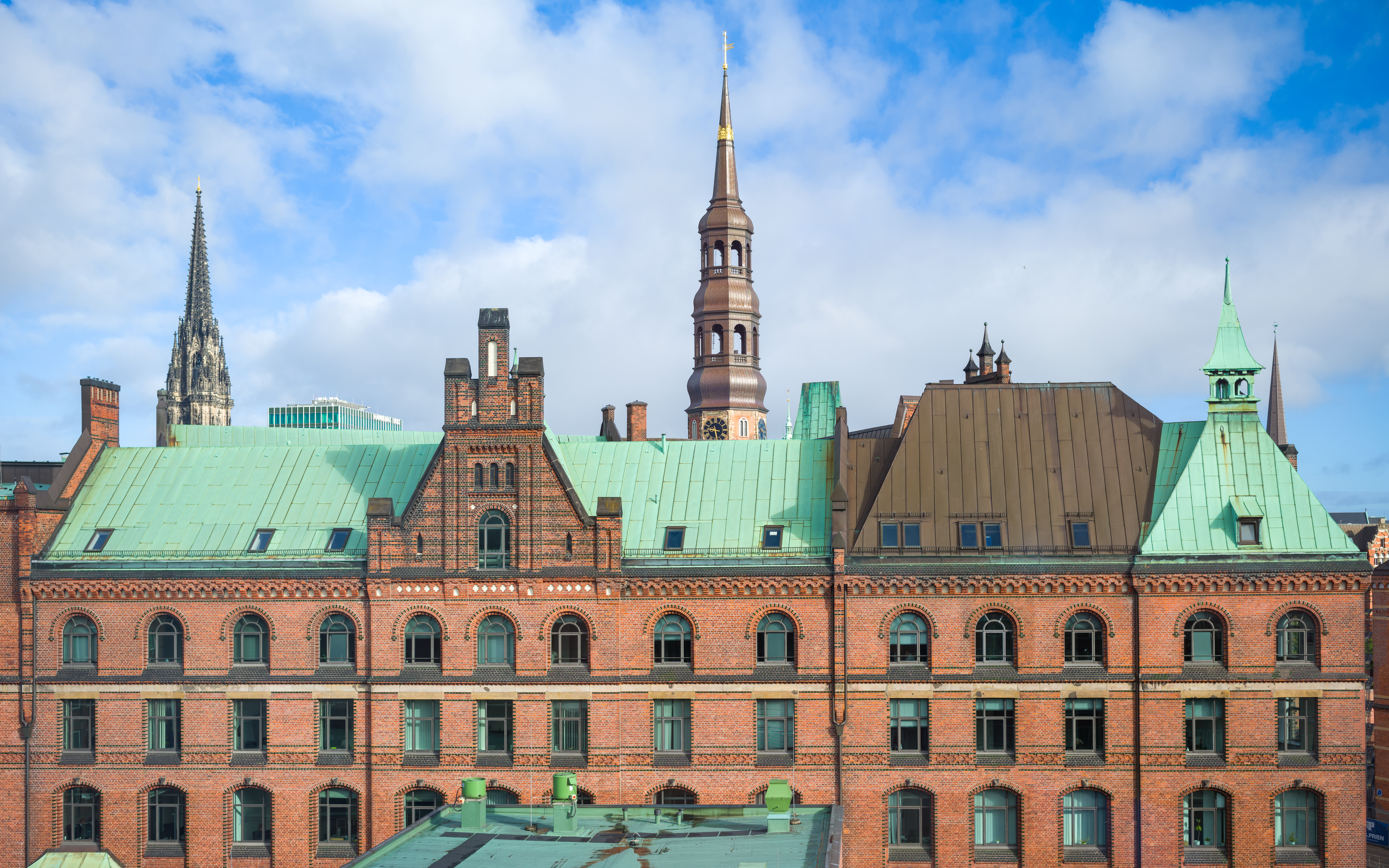
Blick über das Brooksfleet auf die Speicher am Brook (September 2022)

Die Speicherstadt liegt in einem Gebiet, das bei einer Sturmflut vom Elbwasser überflutet werden kann, wodurch sich der untere Boden nicht zum Lagern eignet und nur zu Versandvorbereitungen dient.
Heute beträgt die Nutzfläche der Speicherstadt etwa 630.000 Quadratmeter und beherbergt neben zahlreichen Teppichhändlern und Agenturen diverse Museen, wie das Speicherstadtmuseum, das Zollmuseum und das Gewürzmuseum. Auch die größte Modelleisenbahnanlage der Welt, das Miniatur Wunderland, ist seit 2000 hier untergebracht, ebenso wie das Hamburg Dungeon. Im Sandtorquaihof an der Straße Pickhuben haben Verlag und Redaktion der Zeitschrift Mare ihren Sitz. Am Neuen Wandrahm ist seit 2006 die Hafenbehörde Hamburg Port Authority (HPA) untergebracht, die 2005 aus dem ehemaligen Amt für Strom- und Hafenbau der Stadt Hamburg hervorging.

### Fleete
Die Speicherstadt wird von sechs Fleeten durchzogen:
Kehrwiederfleet
beginnt zwischen der Kehrwiederspitze und dem Sandtorhöft, verläuft bis zur Sandbrücke (Auf dem Sande) und geht dort über in das Brooksfleet
Brooksfleet
ist die Verlängerung des Kehrwiederfleets ab Sandbrücke (Auf dem Sande), verläuft bis zur Einmündung des Kleinen Fleets bei der Neuerwegsbrücke und geht dort über in das St. Annenfleet
St. Annenfleet
verläuft parallel zur Straße Am St. Annenufer, zwischen Neuerwegsbrücke und St. Annenbrücke, es ist die Verlängerung des Brooksfleets und geht über in das Holländischbrookfleet
Holländischbrookfleet
Verlängerung des St. Annenfleets ab der St. Annenbrücke bis zur Einmündung in das Wandrahmsfleet vor der Poggenmühlenbrücke
Kleines Fleet
Verbindungsfleet zwischen Zollkanal, Wandrahmsfleet und Brooksfleet im Übergang zum St. Annenfleet
Wandsrahmsfleet
verläuft vom Kleinen Fleet (Kannengießerortbrücke), fließt vor der Poggenmühlenbrücke mit dem Holländischbrookfleet zusammen bis zum Zollkanal auf Höhe der Oberbaumbrücke
Durch die ehemalige Wasserstraße Dat Deep, gebildet aus Binnenhafen, Zollkanal und Oberhafen, wird die Speicherstadt vom Altstadtkern getrennt und wiederum mit acht Brücken verbunden. Nach Süden ist sie durch den Straßenzug Am Sandtorkai, Brooktorkai und Oberbaumbrücke von dem alten Hafenbereich und jetzigem Stadtentwicklungsprojekt verschiedener HafenCity-Quartiere abgegrenzt. Dieser Straßenzug entspricht in etwa der alten Hamburger Befestigungsanlage, deren vorgelagerter Stadtgraben bei der Hafenentwicklung in die Hafenbecken des Sandtorhafens, des Brooktorhafens und des Ericusgrabens umgebaut wurde.

### Brücken
Durch die Fleete und die Wasserweg-Abgrenzung zur Altstadt weist die Speicherstadt mit 20 Brücken einen hohen Anteil an verschiedenartigen Überführungen auf, von denen 14 unter Denkmalschutz stehen:
Brücken von der Altstadt zur Speicherstadt:
Niederbaumbrücke
Verbindung zwischen Baumwall und Kehrwieder, über den Binnenhafen im Mündungsbereich Zollkanal; 1957 wurde parallel eine östliche Niederbaumbrücke zur mehrspurigen Verkehrsführung angelegt
Kehrwiedersteg
Verbindung zwischen Altstadt und Kehrwieder mit Weiterführung zum Sandtorkai, über den Binnenhafen/Zollkanal und das Kehrwiederfleet, führt von der Straße Hohe Brücke bis Am Sandtorkai, reine Fußgängerbrücke, steht nicht unter Denkmalschutz
Brooksbrücke
Verbindung zwischen Cremon und Kehrwieder, über den Zollkanal, führt von der Straße Mattentwiete zu Auf dem Sande
Kibbelstegbrücken
Verbindung zwischen Cremon über den Kehrwieder zum Großen Grasbrook, über den Zollkanal und das Brooksfleet, Neubau 2002, Fußgängerbrücke auf zwei Ebenen, nicht unter Denkmalschutz
Jungfernbrücke
Verbindung zwischen Grimm (Katharinenkirche) und Wandrahm, über den Zollkanal, führt von der Straße Zippelhaus zum Neuen Wandrahm, Fußgängerbrücke
Kornhausbrücke
Verbindung zwischen Grimm und Wandrahm, über den Zollkanal, führt von der Straße Brandstwiete zu Bei St. Annen
Wandrahmsteg
Verbindung zwischen Messberg und Wandrahm, über den Zollkanal, führt von der Willy-Brandt-Straße zur Zollstraße, Fußgängerbrücke, steht nicht unter Denkmalschutz
Oberbaumbrücke
Verbindung zwischen Deichtor und Wandrahm, über den Zollkanal, führt von der Deichtorstraße auf den Brooktorkai, steht nicht unter Denkmalschutz

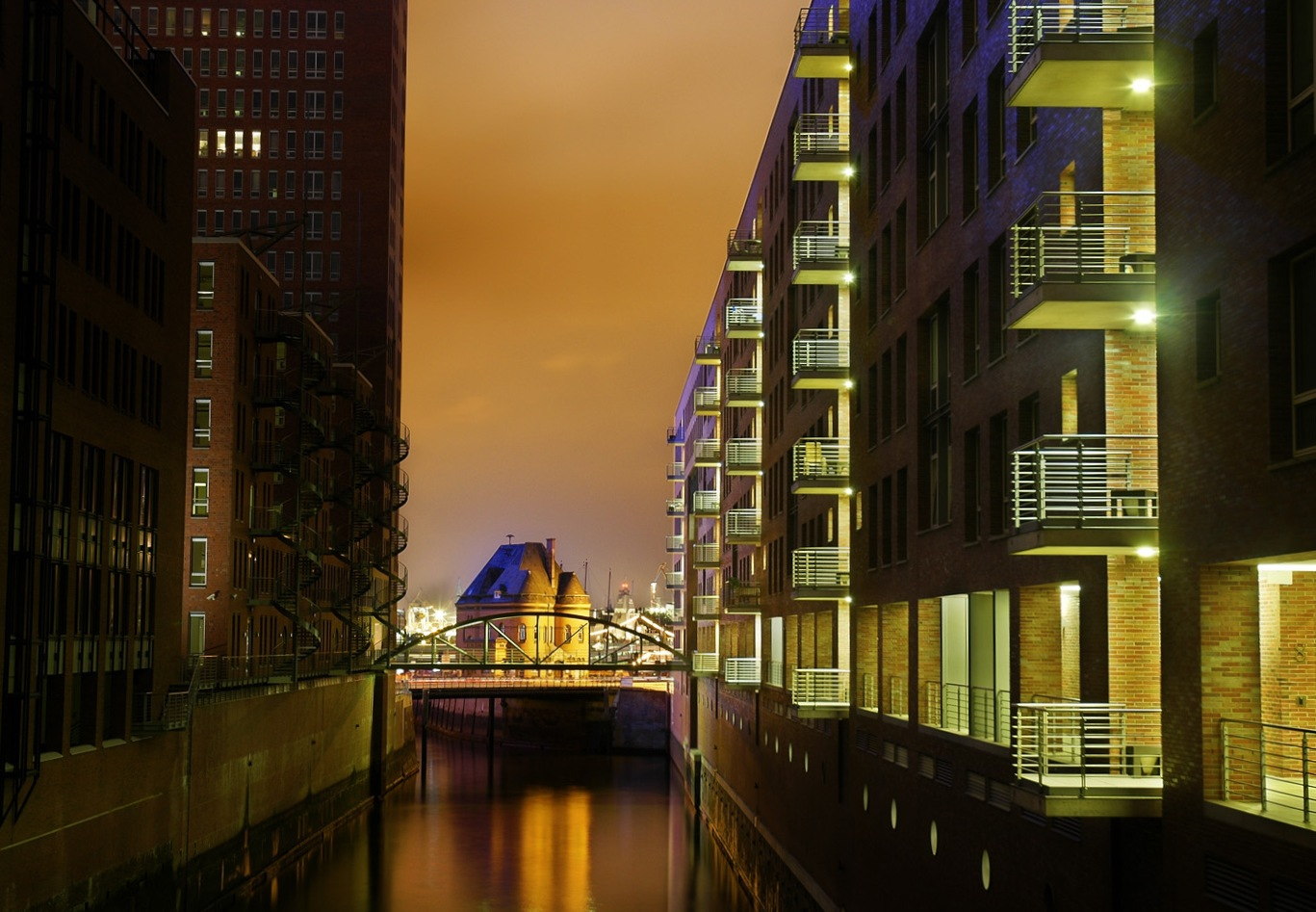
Blick vom Kehrwiederfleet über die Wilhelminenbrücke auf die Alte Wache

Brücken innerhalb der Speicherstadt:
Wilhelminenbrücke
auf dem Kehrwieder, verbindet Kehrwiederspitze und Sandtorhöft mit der Straße Am Sandtorkai, über das Kehrwiederfleet, steht nicht unter Denkmalschutz, Besonderheit: auf dem Fußweg ist ein aus Stein stilisierter Teppich eingelassen, eine Arbeit des Künstlers Frank Raendchen aus dem Jahr 2005
Sandbrücke
auf dem Kehrwieder, über das Kehrwiederfleet/Brooksfleet, in Verlängerung der Brooksbrücke durch die Straße: Auf dem Sande
Kannengießerbrücke
Verbindung zwischen Kehrwieder und Wandrahm, über das Kleine Fleet, im Verlauf der Straßen Brook und Neuer Wandrahm, parallel zum Zollkanal (nicht zu verwechseln mit der Kannengießerortbrücke);
Pickhubenbrücke
Verbindung zwischen Kehrwieder und Wandrahm, über das Kleine Fleet, mit dem Verlauf der Straße Pickhuben
Kannengießerortbrücke
auf dem Wandrahm, über das Wandrahmsfleet, im Verlauf der Straße Kannengießerort (nicht zu verwechseln mit der Kannengießerbrücke)
Wandbereiterbrücke
auf dem Wandrahm, über das Wandrahmsfleet, im Verlauf der Straße Bei St. Annen, in Verlängerung der Kornhausbrücke
Wandrahmsfleetbrücke
auf dem Wandrahm, über das Wandrahmsfleet, führt vom Zoll zum Holländischen Brook im Verlauf der Straße Dienerreihe
Holländischbrookfleetbrücke
auf dem Wandrahm, über das Holländischbrookfleet, führt vom Holländischen Brook zum Brooktorkai im Verlauf der Straße Dienerreihe, in Verlängerung der Wandrahmsfleetbrücke
Poggenmühlenbrücke
auf dem Wandrahm, über den Zusammenfluss von Wandrahmsfleet und Holländischbrookfleet, im Verlauf der Straße Poggenmühle
Brücken zwischen Speicherstadt und ehemaligem Hafengelände:
Neuerwegsbrücke
Verbindung zwischen Wandrahm und Sandtorkai, über das St. Annenfleet, in Verlängerung der Straße Pickhuben:
St. Annenbrücke
Verbindung zwischen Wandrahm und Brooktorkai, über das St. Annenfleet/Holländischbrookfleet, im Verlauf der Straße Bei St. Annen, steht nicht unter Denkmalschutz;
Brooktorkaibrücke
Verbindung zwischen Wandrahm und Brooktorkai, über der Wasserstraße zwischen Holländischbrookfleet und Brooktorhafen, im Verlauf der Straße Brooktorkai.
Ericusbrücke
ehemalige Drehbrücke über dem Ericusgraben und Brooktorhafen zur Verbindung zwischen Hannoverschem Bahnhof und Berliner Bahnhof

## Kultur und Sehenswürdigkeiten
Die Speicherstadt ist vom Hamburger Hauptbahnhof mit der Linie U1 (Station Meßberg), der U-Bahn-Linie U3 (Station Baumwall) oder der Linie U4 (Station Überseequartier) zu erreichen. Von der Wasserseite her kann sie bei hohem Wasserstand während Hafenrundfahrten mit Barkassen umfahren werden. Größere Rundfahrtschiffe können in den flachen Fleeten und unter den niedrigen Brücken nicht verkehren.

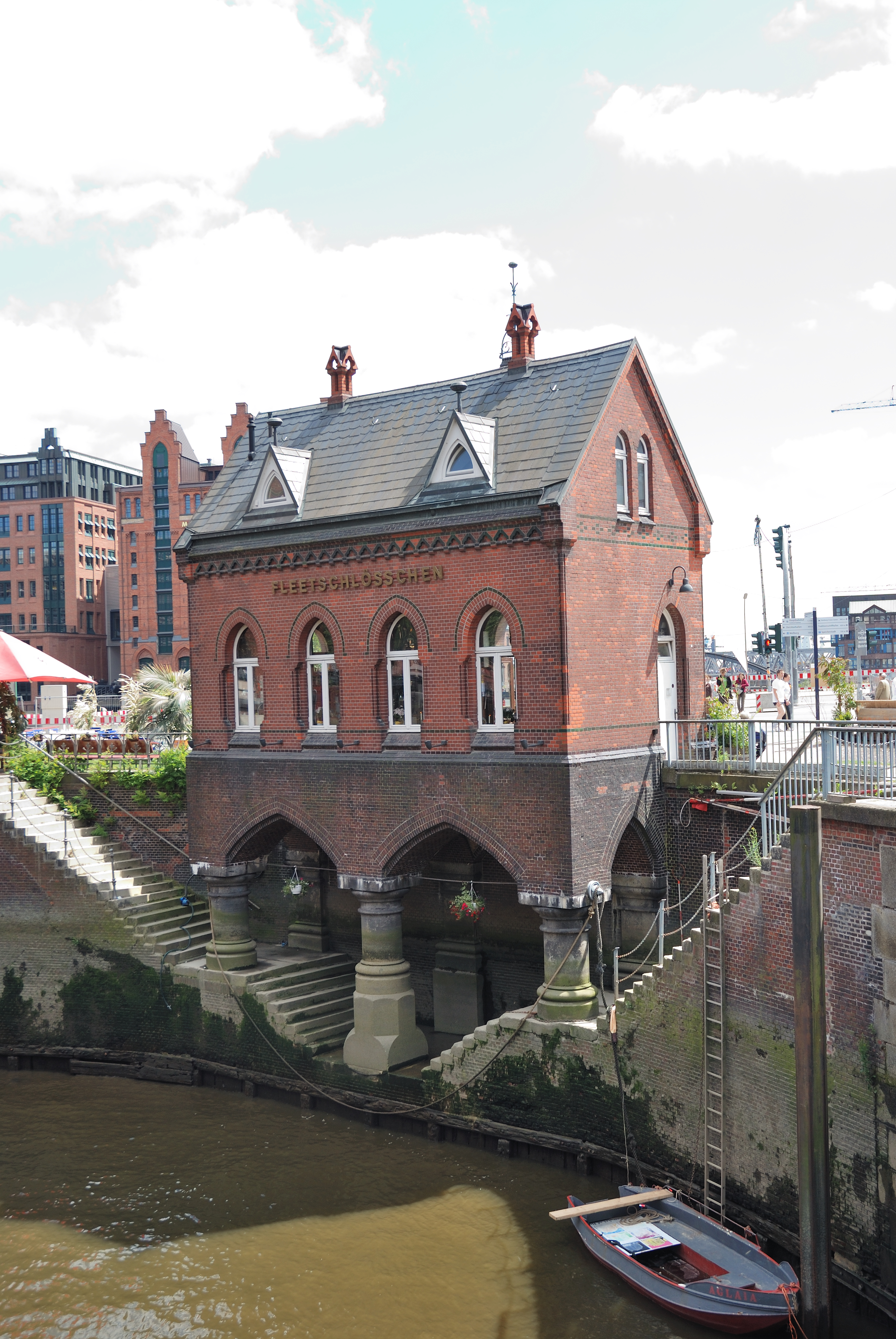
Fleetschlösschen am Holländischbrookfleet

In der Speicherstadt ist heute eine Vielzahl touristischer Attraktionen untergebracht:
- Deutsches Zollmuseum
- Kaffeemuseum Burg
- Wasserschloss Speicherstadt, privates Teemuseum mit Verkauf und Gastronomie
- Spicy’s Gewürzmuseum
- Speicherstadtmuseum, Museum zur Geschichte der Speicherstadt mit Veranstaltungen
- Dialog im Dunkeln
- Fleetschlösschen, Café und Kneipe in einer ehemaligen Kaffeeklappe
- Hamburg Dungeon, eine „Geschichts-Geisterbahn“
- Hamburgisches Architekturarchiv
- HafenCity InfoCenter im alten Kesselhaus
- Miniatur Wunderland, die größte Modelleisenbahn-Ausstellung der Welt
- Speicherstadt Kaffeerösterei, eine Erlebnisrösterei mit Café, Kehrwieder 5

Ehemalige Museen:
- Spielzeugmuseum
- Afghanisches Museum Hamburg

Weitere kulturelle Einrichtungen:
- Kehrwieder-Theater bietet regelmäßig wechselnde Varieté-Programme. Die Joop van den Ende Academy, eine Ausbildungsstätte für werdende Musical-Darsteller, schloss 2016.